# 세계 댄스 평의회
세계 댄스 평의회(World Dance Council, WDC)는 1950년 9월 22일에 영국 스코틀랜드의 에든버러에서 설립된 무용에 관한 국제 기구이며, 1996년 이전까지는 볼룸 댄싱 국제 평의회(International Council of Ballroom Dancing, ICBD)로 불리었다. 이 평의회는 세계 볼룸 댄스 선수권 대회와 세계 라틴 댄스 선수권 대회 등을 주최하고 있다.

## 같이 보기
- 세계 댄스스포츠 연맹
- 사교춤
- 댄스스포츠